# Helvii
La gens Helvia était une famille plébéienne de Rome antique. Cette gens est mentionnée pour la première fois au moment de la Seconde Guerre punique, mais le seul membre de la famille à détenir une magistrature curule sous la République était Caius Helvius, préteur en -198. Peu de temps après, la famille tomba dans l'obscurité, dont elle fut rachetée par l'empereur Pertinax, près de quatre siècles plus tard.

## Praenomen
Les Helvii de la République sont connus pour avoir utilisé les praenomen Gnaeus, Gaius et Marcus. À l'époque impériale, on retrouve également Lucius et Publius. Tous ces éléments figuraient parmi les praenomina les plus courants.

## Branches et cognomen
Les cognomen des Helvii sous la République comprenaient Blasio, Cinna et Mancia, mais plusieurs membres de la famille apparaissent sans cognomen.

## Membres

### Sous la République
- (Helvius);
  - Caius Helvius, (v.-235 - ap.-189), édile plébéien en -199, préteur en -198;
  - Marcus Helvius, (v.-233 - ap.-193), édile plébéien en -198, préteur en -197, Proconsul d'Hispanie Ultérieur;

- Marcus (Helvius), (v.-70 - ap.-34), légat en Illyrie;
  - ? (Helvius), (v.-40 - ?);
    - ? Lucius (Helvius), (v.-10 - ?), sénateur romain?;
      - Marcus Helvius Geminus, (v.25 - ap.54/60), devint patricien en 48, questeur de César, préteur, légat propréteur de Macédoine, légat propréteur d'Asie[b 1];
      - ? Helvia, (v.25/30 - ?), épouse de Caius Fufius Pollio;
        - ? (Fufia), (v.40/50 - ?), épouse un (Statius?);
          - ? (Statia?), (v.80 - ?), épouse un (Quintus Gavius?);
            - ? Quintus Gavius Statius Helvius Pollio, (v.110 - ap.120)

### Sous le Principat

#### Helvii d'Italie

##### Helvii de Tibur
- Marcus (Helvius);
  - Marcus Helvius Rufus Civica, (v.-15 - ?)[b 2]

##### Helvii d'Atina
- Titus (Helvius), (v.-30 - ?);
  - Titus Helvius Basila, (v.-5 - ap.35), édile, préteur, légat propréteur de Galatie;
    - Helvia Procula, (v.30 - ap.70), épouse de Caius Dillius Vocula[b 3];

##### Helvii d'Alba Pompeia
- (Publius) Helvius Successus, (v.100 - ?), affranchie;
  - Imp. Caesar Publius Helvius Pertinax Augustus, (126 - 28/3/193), Augustus en 193;
    - Publius Helvius Pertinax, (v.180 - 212), consul suffect en 212;
    - (Helvia), (? - ap.193)[2];

#### Helvii deBétique

##### Helvii de Cordoue
- Marcus Helvius Novatus, (v.-50 - ?);
  - Helvia, (v.-25 - ap.41), épouse de Caius Galerius;
  - Helvia, (v.-20 - ap.41), épouse de Lucius Annaeus Seneca;

##### Autres
- Lucius Helvius Agrippa, (v.35 - 83), proconsul de Sardaigne en 68, pontife[b 4];
  - ? (Helvia), (v.60 - ?), épouse de Lucius (Accenna Saturninus);
    - ? Marcus Accenna Saturninus, (v.80 - ap.v.110), tribun de la plèbe, préteur, proconsul de Bétique;
    - ? Marcus (Accenna Helvius Agrippa), (v.85 - ?);
      - ? Marcus Accenna Helvius Agrippa, (v.110 - v.144), tribun de la plèbe, préteur;
        - Marcus Accenna Helvius Agrippa, (v.135 - ?)

#### Helvii d'Afrique
- Marcus (Helvius), (v.170 - ?);
  - Marcus Helvius Clemens, (v.200 - ap.222/35), praefectus equitum
    - ? (Helvius Clemens), (v.230 - ?);
      - ? Helvius Clemens, (v.255 - ap.289), consul suffect en 289;

#### Autres
- Gnaeus Helvius Sabinus, un candidat à l'édilité à Pompeii en 79.
- Marcus Helvius Clemens Dextrianus, (v.140/5 - ap.187), légat d'Auguste en Rhétie en 179, consul suffect vers 180/6, gouverneur de Germanie Supérieur en 187.

## Voir également
- Liste des gens romaines